# Liste des députés de la VIIe législature de la monarchie de Juillet

Cette liste recense les personnes qui ont assuré un mandat de député au cours de la VIIe législature de la monarchie de Juillet.
- Haut – A
- B
- C
- D
- E
- F
- G
- H
- I
- J
- K
- L
- M
- N
- O
- P
- Q
- R
- S
- T
- U
- V
- W
- X
- Y
- Z

## O
- Victor Union Oger
- Hippolyte Joseph Louis Olivier de Gérente
- François Eustache Fulque d'Oraison
- François-Xavier Osmont
- Nicolas Charles Oudinot

## Q
- Théodore de Quatrebarbes
- Hippolyte Alphonse Quénault
- François Quenson
- Théodore Quinette de Rochemont

## V
- Jean, Alexandre Valleton de Garraube
- Jean Vatout
- Alphée Bourdon de Vatry
- Abel, Félix Vautier
- Alexis Vavin
- Joseph, Maximilien Vayson
- Alphonse, Valentin Vaysse de Rainneville
- Désiré, Joseph Véjux
- François, Honoré de Verninac de Croze
- Guilhaume, Théodore Viger
- Jean, Paul, Alban de Villeneuve-Bargemont
- Jean-François Vimal-Dupuy
- Louis, Ludovic Vitet
- Alexandre, François, Auguste Vivien
- Julien, Marin, Paul Vuitry